# Svartpunktsjordfly
Svartpunktsjordfly, Xestia baja är en fjärilsart som beskrevs av Michael Denis och Ignaz Schiffermüller 1775. Svartpunktsjordfly ingår i släktet Xestia och familjen nattflyn, Noctuidae. Arten har livskraftiga, LC, populationer i både Sverige och Finland. Inga underarter finns listade i Catalogue of Life.

## Bildgalleri

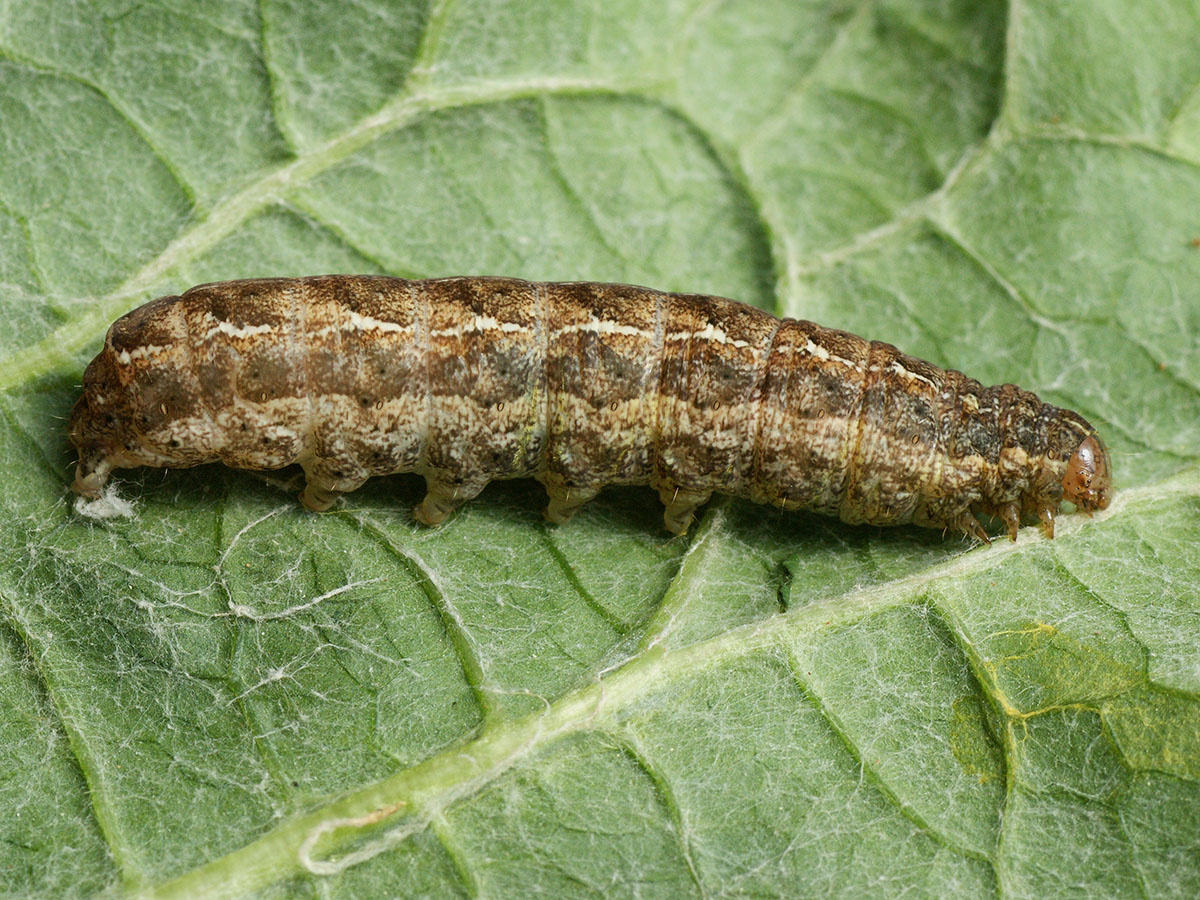
Fjärilens larv
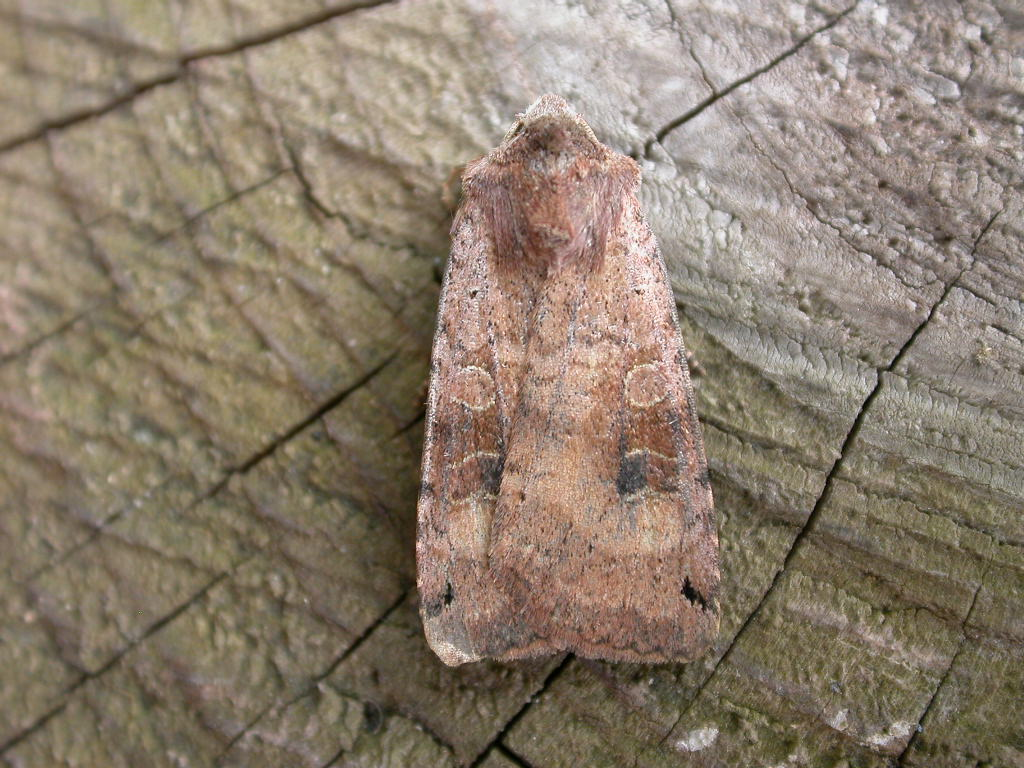
Imago fjäril
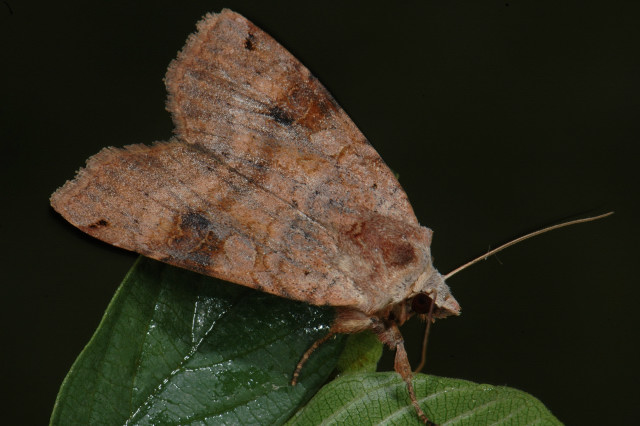
Imago fjäril
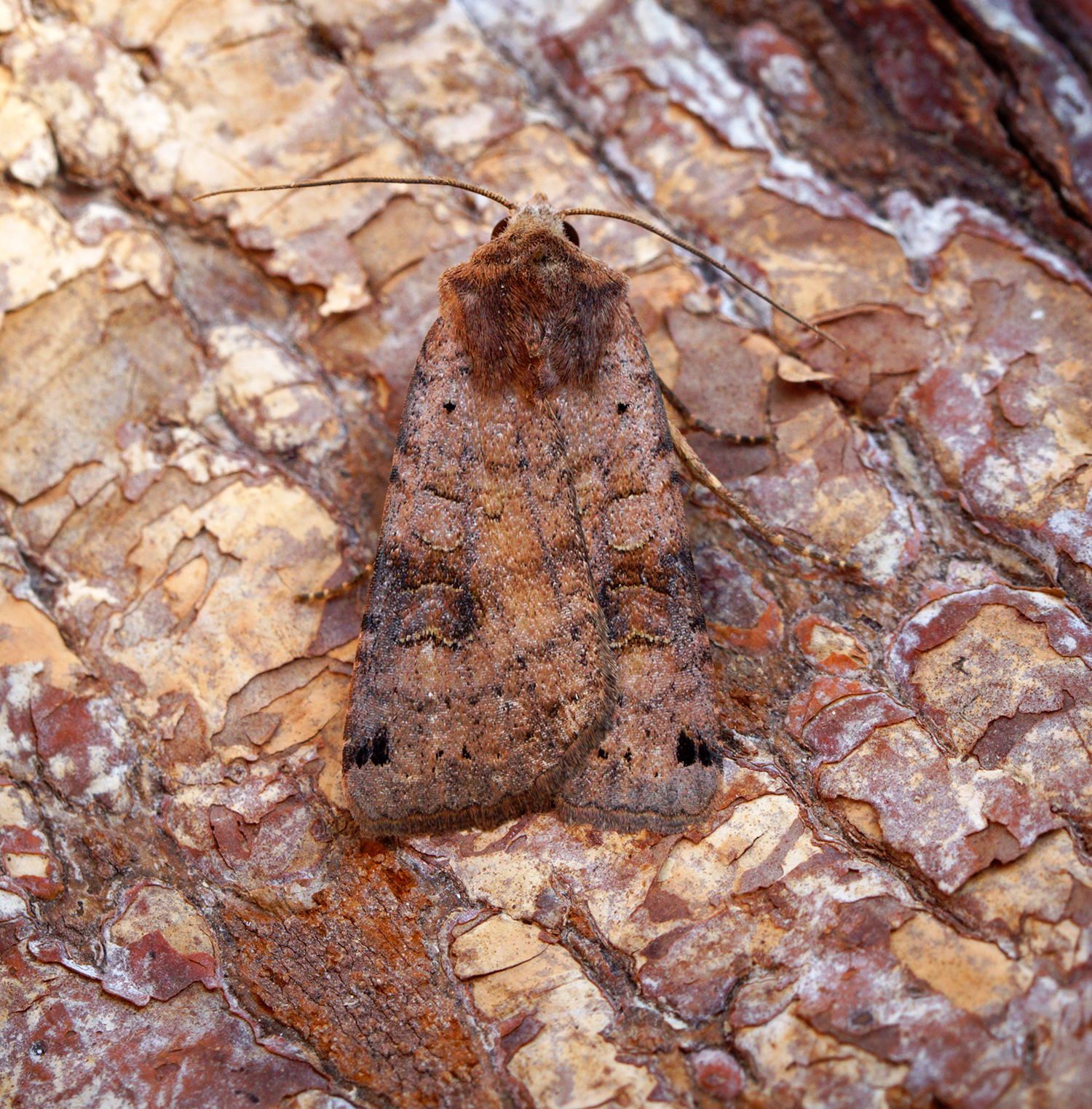
Imago fjäril